# فرانك سياتور
فرانك جان سيتور (بالإنجليزية: Frank Jean Seator)‏ (24 أكتوبر 1975 - 12 فبراير 2013) مهاجم ليبيري قضى معظم مسيرته الكروية في آسيا. توفي في 12 فبراير 2013 في مستشفى فايرستون الطبي في هاربل، ليبيريا.

## المسيرة الرياضية مع الأندية
لعب سياتور مع الترجي الرياضي التونسي بالإضافة إلى أندية في قطر والكويت والمملكة العربية السعودية والمجر والسويد. في عام 2005 لعب سياتور مع بيراك فاو في ماليزيا وأصبح لاعبًا شعبيًا بين المشجعين الذين أطلقوا عليه لقب بوكر تي (المصارع) من دبليو دبليو إي). سجل 69 هدف في موسمين ونصف فقط. لعب أيضا مع النادي الإندونيسي برسيس سولو.

## المسيرة الرياضية مع المنتخب
كان سياتور لاعب أساسي في منتخب ليبيريا. شارك مع ليبيريا في كأس الأمم الأفريقية لكرة القدم في 2002.